# 슈마르트노오브파키

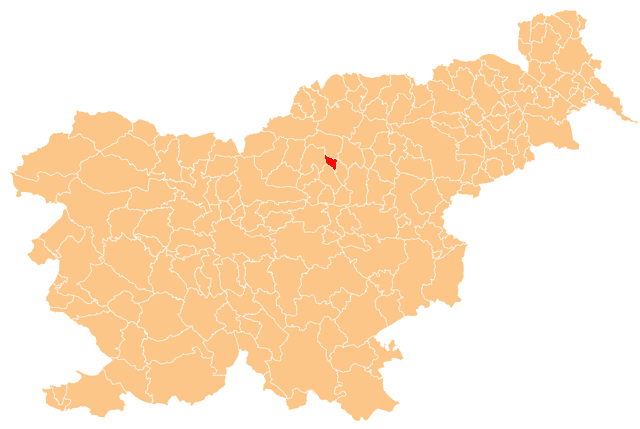
슈마르트노오브파키의 위치

슈마르트노오브파키(슬로베니아어: Šmartno ob Paki, 독일어: St. Martin a. d. Pack 장크트마르틴안데어파크[*])는 슬로베니아의 도시로 면적은 18.2km2, 높이는 313m, 인구는 2,909명(2002년 기준), 인구 밀도는 159.8명/km2이다.